# Psári
Psári är en ort i Grekland.   Den ligger i prefekturen Nomós Korinthías och regionen Peloponnesos, i den södra delen av landet, 100 km väster om huvudstaden Aten. Psári ligger 679 meter över havet och antalet invånare är 355.
Terrängen runt Psári är kuperad åt sydost, men åt nordväst är den bergig. Runt Psári är det glesbefolkat, med 20 invånare per kvadratkilometer. Närmaste större samhälle är Nemea, 12,5 km öster om Psári. 